# Paulo Freire

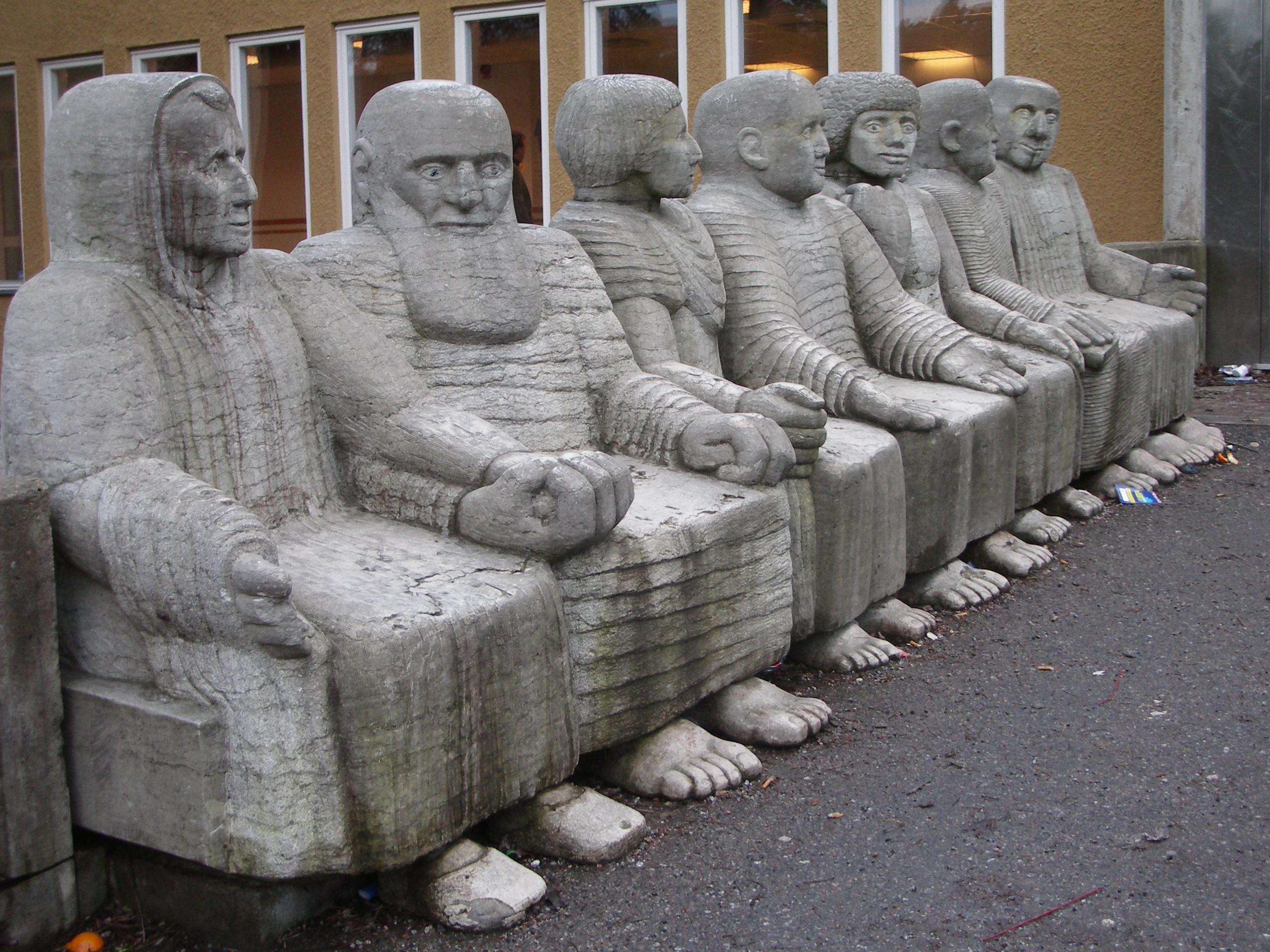
Paolo Freire (2:a från vänster) är en av de betydande personer som avbildas i Pye Engströms skulptur Efter badet utanför Västertorpsbadet, Stockholm

Paulo Freire, född 19 september 1921 i Recife, Brasilien, död 2 maj 1997 i São Paulo, Brasilien, var en brasiliansk pedagog, teoretiker och kristen socialist. Han är mest känd för sin bok De förtrycktas pedagogik som allmänt anses som ett centralt verk inom den kritiska pedagogiken.

## Arbetsliv
Freire var verksam i Brasilien under 1960-talet och deltog i en stor pedagogisk kampanj mot analfabetismen.[källa behövs] Freire hade en kristen-humanistisk människosyn till grund för sitt arbete och dess grundtes var att "de fattiga inte skulle mata de fattiga med den rika världens kunskaper, utan ge dem möjlighet att själv komma till medvetenhet och erövra sin värld". Engagerade pedagoger, som i relation och dialog med de fattiga vägledde dem mot förståelse av sin situation och därmed frigörelse och medveten handling var viktiga för att erövra denna medvetenhet.[källa behövs]
Freires arbete mot fattigdom, svält och analfabetism upplevdes som ett hot för det totalitära samhälle Brasilien blev efter en militärkupp 1964, och innebar för Freires del fängelse och senare utvisning till det friare Chile, där arbetet och kampen mot analfabetismen fortsatte.
Freire analyserade kritiskt det som han menar är traditionell undervisning och menar att "undervisa är inte att programmera utan att problematisera, inte att ge svar på frågor utan att kasta fram frågor, inte att överföra uppfostraren till eleven utan att provocera till självbestämning".

## Eftermäle
Sedan den engelska översättningen av De förtrycktas pedagogik publicerades 1970 har den haft en stor inverkan på utbildning och pedagogik världen över. Enligt pedagogen Sol Stern har den fått en ikonisk status på amerikanska lärarutbildningar. I Sydafrika var Freires idéer och metoder central för 1970-talets Black Consciousness Movement, som ofta förknippas med Steve Biko, för fackföreningsrörelsen och för United Democratic Front på 1980-talet.

### I Sverige
I Sverige var Freires verk De förtrycktas pedagogik den bok som hade enskilt störst inflytande på pedagogiska diskussioner på 1970-talet. Ett stort antal Freireinspirerade avhandlingar om befrielse- och dialogpedagogik skrevs. Sedan 2010-talet uppmärksammas Freires betydelse för postkolonial teori och hans bidrag till det som senare utvecklats till den normkritiska pedagogiken.
År 2021 släppte bokförlaget Trinambai en nyöversättning av De förtrycktas pedagogik med förord av Patricia Lorenzoni och Sven-Eric Liedman. För första gången översattes boken direkt från brasiliansk portugisiska till svenska.